# 吴沿友
吴沿友（1966年—），男，安徽贵池人，享受国务院政府特殊津贴专家，中国科学院地球化学研究所研究员、中国科学院大学博士生导师。

## 生平
1986年本科毕业于安徽师范大学，1989年于贵州大学获硕士学位，1994年于四川大学获博士学位。1994年至1996年，在中国科学院地球化学研究所做博士后研究。1996年出站留地球化学所工作，1998年被聘为研究员。

## 学术贡献
主要从事喀斯特生态学、生物地球化学、湿地生态学等领域研究工作。主持国家自然科学基金重点项目、国家重点基础研究发展计划（973计划）项目专题、中国科学院百人计划项目等国家、省部级项目30余项，发表论文200余篇。研究成果曾获省部级科技奖励6项，获授权发明专利37件，出版专著12部。

## 学术兼职
中国植物生理与植物分子生物学学会理事，中国自然资源学会湿地资源保护专业委员会委员，贵州省植物生理与植物分子生物学学会副理事长，贵州省植物学会副理事长。

## 奖项和荣誉
- 1997年，获贵州省青年科技奖
- 2000年，获国家科技部、中科院、中国科协科技扶贫先进个人
- 2009年，获贵州省首届“青年创新人才奖”
- 2011年，获第四届梁希林业科学技术二等奖（第三完成人）
- 2011年，获第四届梁希林业科学技术三等奖（第一完成人）
- 2013年，获福建省科技进步二等奖（第一完成人）
- 2014年，获江苏省科技进步二等奖（第二完成人）
- 2016年，获贵州省科技进步三等奖（第一完成人）
- 2017年，获贵州省科技进步三等奖（第一完成人）

## 著作
- 《喀斯特适生植物诸葛菜综合研究》（1997年，贵州科技出版社）
- 《生物：人类相依为命的朋友》（2000年，湖南教育出版社）
- 《喀斯特地区扶贫开发理论与实践》（2002年，贵州民族出版社）
- 《诸葛菜的喀斯特适生性研究（2004年，贵州科技出版社）
- 《道地中药材茅苍术的品种选育原理与技术》（2009年，江苏大学出版社）
- 《泉州湾河口湿地植物的环境适应性》（2011年，科学出版社）
- 《组培苗无菌检测原理及技术》（2012年，科学出版社）
- 《微藻碳酸酐酶生物地球化学作用》（2015年，科学出版社）
- 《泉州湾河口湿地红树林生态恢复》（2015年，科学出版社）
- 《植物的喀斯特适生性检测原理与技术》（2018年，科学出版社）